# Blaufarbenwerk Christophhammer

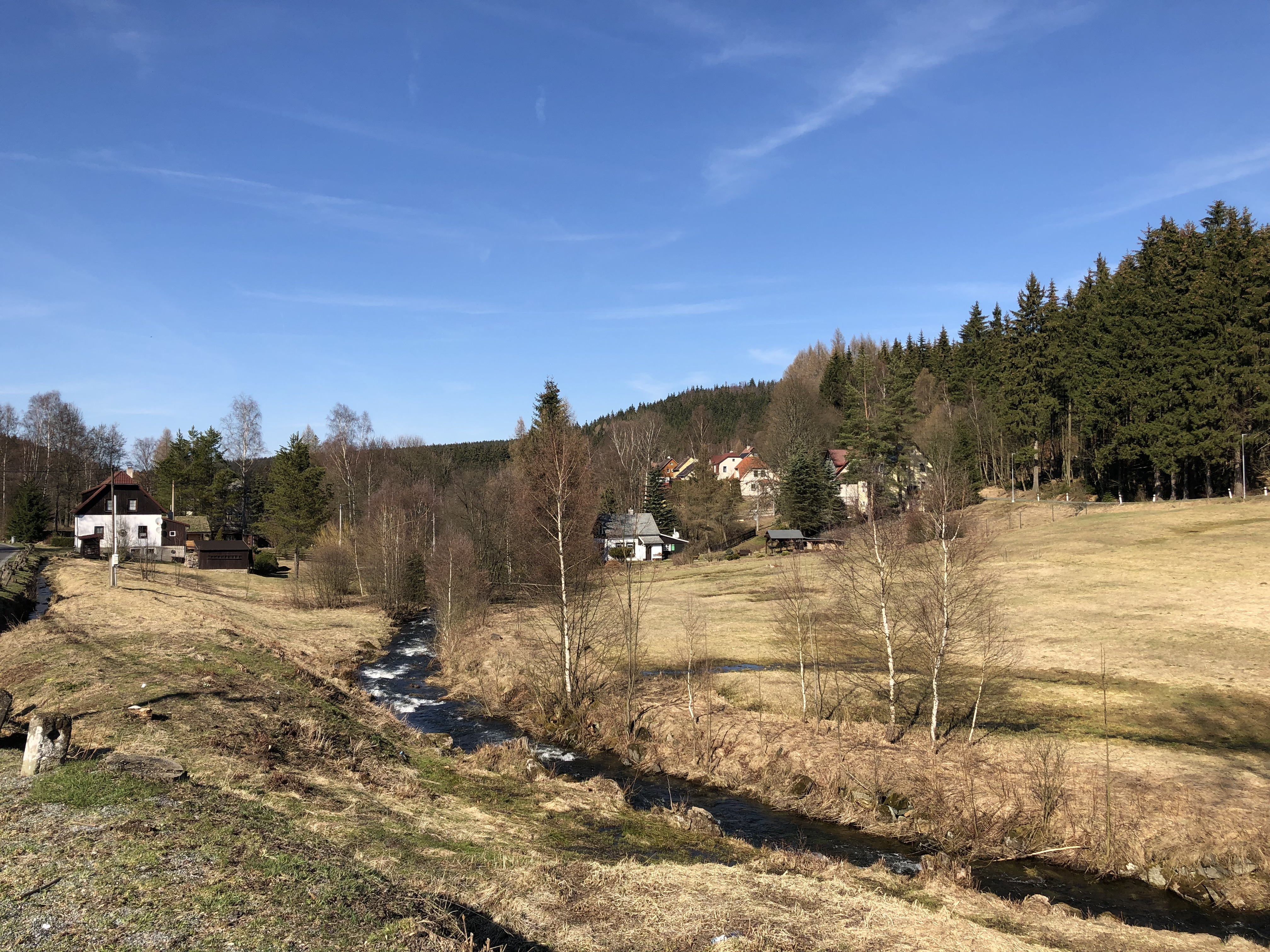
Ehemaliger Besitz Salzer (2019)

Das Blaufarbenwerk Christophhammer war von 1724 bis 1875 ein Blaufarbenwerk in Kryštofovy Hamry (deutsch Christophhammer) im böhmischen Teil des Erzgebirges.

## Vorgeschichte
Der Oberberghauptmann von St. Joachimsthal, Christof Grad von Grünberge, errichtete im Jahre 1621 ein Hammerwerk im sogenannten Brand. Zu Ehren seines Namensheiligen wurde die Gegend dann Christofhammer genannt. Es kamen noch Hochöfen, Mahlmühlen und Schmiedehütten dazu und später wurde es noch um einen Kupferhammer erweitert.

## Das Blaufarbenwerk
Das Blaufarbenwerk wurde 1724 wurde auf Staatskosten errichtet. Die Kobalterze wurden aus Joachimsthal bezogen. Bereits 1760 pachtete Josef Karl Schmiedl das Blaufarbenwerk, und ab 1794 war Wilhelmine Schlemm als Pächterin tätig. Der ehemalige Farbmeister Franz Benjamin Salzer aus dem Blaufarbenwerk Niederpfannenstiel erwarb 1806 das Blaufarbenwerk an der Preßnitz. Da Kobalt nicht aus Sachsen ausgeführt werden durfte, lagerte er die in Niederpfannenstiel erworbene Kobaltspeise in der ehemaligen Zinn- und Silberhütte in Aue. Der Beauftragte für die Blaufarbenwerke Sachsens, Oberberghauptmann August von Herder, plante, die Zinnschmelzhütte wieder in Gang zu bringen. Deshalb erlaubte er Salzer den Abtransport der Speise. Einer der Salzers, der im Schindlerswerk, einem andern großen sächsischen Blaufarbenwerk, tätig war, erwarb von dort 400 t Kobaltspeise für nur 5.000 Taler. Begünstigt durch die Kriegswirren schaffte Salzer tatsächlich die Speise nach Christophhammer. Die Besitzer des Blaufarbenwerkes betätigten sich auch im sächsischen Teil des Erzgebirges. Im Jahr 1842 versuchten sie, das abgelegene Blaufarbenwerk an das Blaufarbenkonsortium zu verkaufen. Der Kauf wurde abgelehnt.
Die Stilllegung des Werkes erfolgte 1875.